# Trioceros rudis
Trioceros rudis  es una especie de lagarto iguanio de la familia de los camaleones, nativa de África Oriental y Central.

## Distribución y hábitat
Se distribuye por el Este de la República Democrática del Congo, Uganda, Ruanda y Burundi, y posiblemente también en Kenia y Sudán del Sur.